# Alerta AMBER
La alerta AMBER es un sistema de notificación de menores de edad desaparecidos, implementado en varios países desde 1996. AMBER es un retroacrónimo en inglés de America's Missing: Broadcast Emergency Response (que significaría «Personas perdidas de América: retransmisión de respuesta de emergencia», en español) pero que originalmente hace referencia a Amber Hagerman, niña que fue secuestrada y días después localizada sin vida. 
Los expertos han indicado que las primeras horas son vitales, por ello la alerta se emite lo antes posible y es transmitida por diversos medios como televisión, radio, mensaje de texto, correo electrónico, pantallas electrónicas, entre otras; a fin de poder llegar al mayor número de personas posibles. La alerta AMBER no sólo se utiliza cuando se lleva a cabo algún secuestro, sino también cuando algún menor corre el peligro de ser abusado sexualmente o maltratado físicamente.

## Historia
Todo comenzó con la desaparición de la pequeña Amber Hagerman que sacudió rápidamente la población de Texas. Uno de los mayores inconvenientes que provocó que no pudieran encontrar a la menor era la falta de dispositivos en casos de desaparición de menores. Además, se asegura que gran parte de la policía tenía bastante información sobre el caso de la niña, pero no disponían de los medios para que el estado pudiese estar alerta ante tal percance.
Se empezaron a emitir boletines a través de las radios locales para avisar a la población si había algún secuestro en 1996, pero hasta 2002 no fue adaptada la alarma a nivel nacional. Así, en este mismo año el presidente George W. Bush promulgó esta ley, ya que él había sido presidente cuando aconteció la desaparición de la niña. Este momento fue bastante conmovedor porque en la ceremonia estaba presente la madre de Amber Hagerman y familiares de otros niños desaparecidos que habían sido rescatados gracias a la alerta Amber. Así, en este mismo momento Deborah J. Daniels, secretaria auxiliar del procurador del Departamento de Justicia de los Estados Unidos, Oficina de Programas de Justicia, fue la primera coordinadora nacional de Alerta AMBER.
El 30 de abril de 2003, el presidente promulgó la Ley PROJECT que logró fortalecer con ello la ley. En 2004, se dio más información al público general sobre el funcionamiento específico de la alerta AMBER, publicando la guía definitiva que debía de seguir la población en caso de activación. Gracias a esto cada vez son más países que se suman a esta iniciativa.

## Menores rescatados
La creación de la alerta AMBER ha provocado que muchos menores hayan sido rescatados con vida de diferentes depredadores sexuales y de muchos asesinos. Esto ha provocado que más de 985 menores hayan sido recuperados, según el Centro Nacional para Niños Desaparecidos y Explotados. Esta alerta provoca que la gente actúe de forma directa con la policía y aceleren el proceso de la búsqueda de la víctima. Además, destaca el caso de Elizabeth Smart, una menor que había sido rescatada gracias a esta alerta. Esta última actualmente es activista y trabaja por la defensa de personas desaparecidas.
...

## Inconvenientes
Esta alarma tiene una serie de problemas, en muchas ocasiones, cuando se activa. Muchas de ellas no llegan a los teléfonos móviles o no hay suficiente impacto entre la población. En México está el famoso caso de Fátima, la menor de siete años hallada en un predio de Tláhuac, ha logrado que las propias autoridades duden sobre la efectividad del protocolo. La Gaceta Oficial de la Ciudad de México, el 15 de mayo del 2018, estableció que si desaparece algún menor se debe de activar de inmediato la alarma, sin iniciar ningún proceso de denuncia anterior. En cambio, en el caso de Fátima no fue así y pasó exactamente lo contrario. Los padres denuncian que tuvieron que esperar mucho tiempo hasta que las autoridades se pusieron manos a la obra y que no se activó realmente la alerta AMBER. Además, muchos aseguraron ante este caso que no les llegan las alarmas de este calibre y afirman que el sistema de alertas sufre muchas negligencias. Aunque, en ocasiones, algunos no tienen las funciones activadas en sus dispositivos para que les pueda salir este tipo de alarmas.
A esto se le suma de no poder presentar a la infinidad de niños desaparecidos en la televisión o radio, provocando que tenga menos alcance, debido a que la información que se coloca en estos medios deben de vender y no todos los casos son expuestos por esta misma característica.

## Criterios de activación

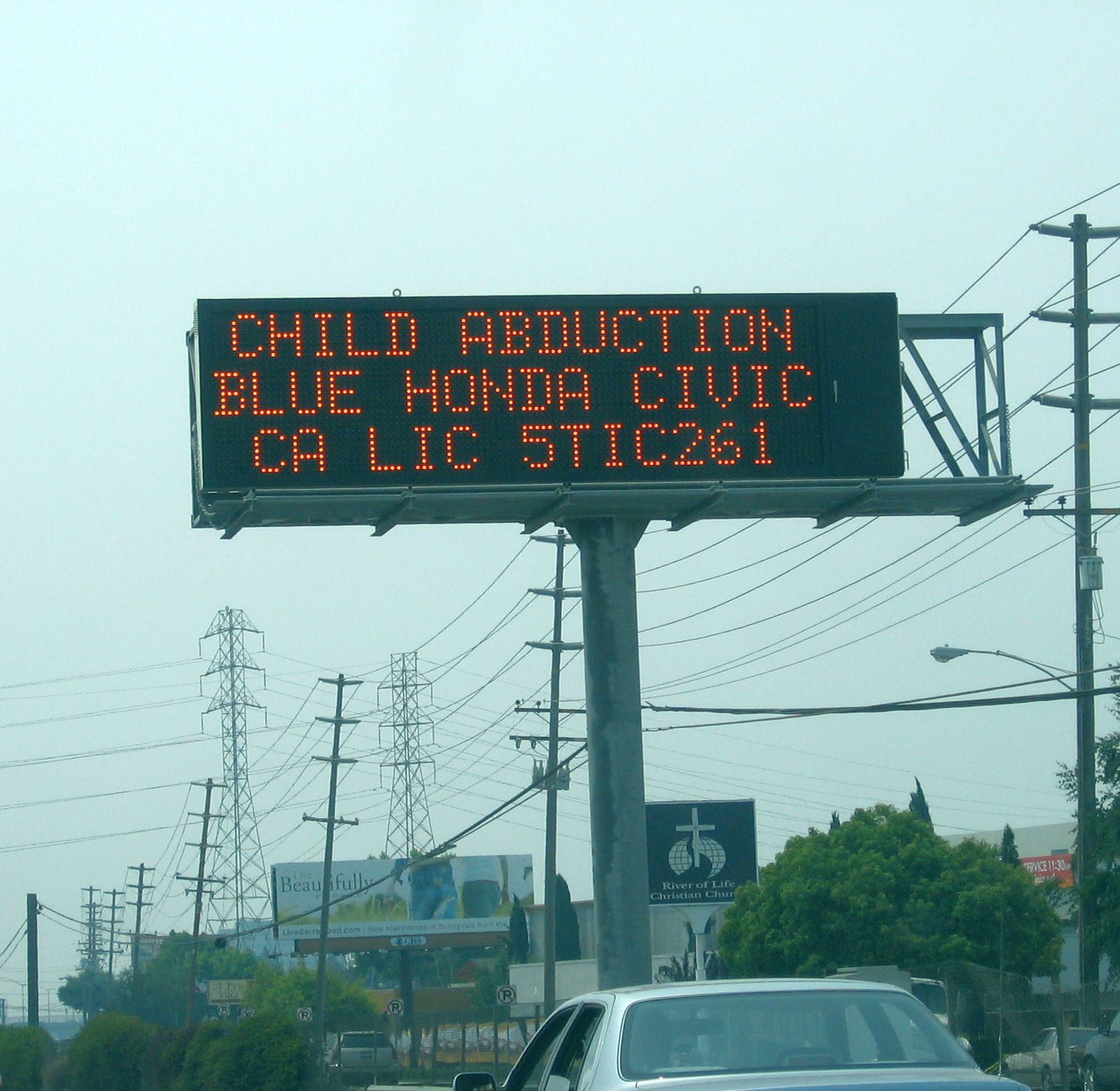
Aviso en pantalla electrónica

Cada lugar tiene sus propias normas de activación pero de manera general las directivas empleadas son:
1. Referir a un menor de 18 años.
2. Un departamento de policía valide la desaparición del menor.
3. Contar con la suficiente información del niño, el sospechoso o su vehículo.
4. Suponer un grave riesgo para su integridad.[7]

¿Qué debo hacer si se anuncia una Alerta AMBER?
La Alerta AMBER motiva a todos los miembros de la comunidad a estar atentos para encontrar al niño secuestrado y al sospechoso del secuestro. Si ve a un niño, adulto o vehículo que reúne la descripción de una Alerta AMBER, llame inmediatamente al servicio de emergencia de su localidad y dé a las autoridades toda la información que le sea posible.

## Información útil que contiene la alerta AMBER
Cuando se activa la alerta AMBER los ciudadanos reciben diferentes datos del menor. Esta información se basa fundamentalmente en una fotografía, cómo vestía, datos personales y contactos con sus familiares en caso de encontrar al menor. También, las zonas dónde solía concurrir y dónde se encontraba la última vez.

## Redes sociales
Las redes sociales han colaborado bastante por la búsqueda de niños desaparecidos. En 2011, se crearon diferentes páginas dedicadas a la alerta AMBER en Facebook. Esto provocaba que diferentes usuarios de un mismo estado pudieran ver las alarmas que le iban saltando en la red social. Así, el 31 de octubre de 2012, Google consiguió ofrecer un servicio público para que a diferentes usuarios le pudieran saltar alertas sobre niños desaparecidos cerca de su zona. El 1 de enero de 2013, se implanta de forma definitiva las alarmas en todos los móviles gracias al sistema de Alertas de Emergencia Celular. El 13 de enero de 2013, las Alertas AMBER se publican en Twitter usando el identificador @AMBERAlert. Con ello, poco después, en Europa se llamó de la misma forma, pero añadiéndole las siglas UE para diferenciarlo.
Actualmente contamos con numerosas redes sociales que han hecho que gracias a la publicación de fotos y datos de menores desaparecidos gracias a las cuentas verificadas de la propia policía, puedan encontrar fácilmente con ayuda ciudadana a los pequeño s. Esta información siempre se difunde gracias a las cuentas oficiales en diferentes plataformas como Instagram, TikTok y Facebook. Además, en muchas de estas publicaciones se muestra cómo se debe de actuar en un caso así para poder lograr concienciar poco a poco a la sociedad.
Además, hoy día la mayoría poseen dispositivos móviles que pueden servir de gran ayuda en caso de emergencia. La mayoría de menores, cada vez más pequeños, son los primeros consumidores de estos dispositivos. Los móviles cuentan con un apartado de SOS en caso de emergencia en el que ante una situación de peligro, si se pulsa el botón de encendido del dispositivo varias veces puede enviar la ubicación real a los contactos de emergencia que una persona puede haber introducido. Incluso, también se puede llamar de esa forma directa a la policía.

## Funcionamiento de la aplicación
Cuando nos llega una alerta AMBER suele ser por nuestro teléfono móvil. Nuestro dispositivo tiene una "especie" de aplicación que provoca que nos lleguen alarmas al móvil siendo de un calibre extremo. Esta aplicación está basada en una Arquitectura Orientada a Servicios, la cual provee otra forma de difusión de alertas de menores desaparecidos a usuarios de dispositivos móviles, todo el envío y recepción de información se realiza mediante la invocación de servicios Web utilizando el protocolo SOAP, la implementación del servidor y una biblioteca de funciones ksoap.

## Lugares de uso
- Alemania
- Arabia Saudita
- Argentina (conocida como Alerta Sofía, que lleva el nombre por la niña desaparecida en 2008 Sofía Herrera, de la que actualmente no hay noticias de su paradero.)[13]
- Australia (conocida como "Child Abduction Alert")
- Bélgica (conocida como "Child Alert")
- Canadá
- Costa Rica[14]
- Ecuador (conocida también como "Alerta Emilia", en honor a Emilia Benavides quien fuera secuestrada y asesinada en diciembre de 2017.)[15]
- EAU
  - Dubái
- España[16] (conocida como "Alerta - Menor desaparecido en España")[17]
- Estados Unidos
- Francia (conocida como "Alert Enlèvement")[18]
- Guatemala (conocida como "Alerta Alba-Keneth", por el secuestro y asesinato de Alba Michelle España Díaz en 2007 y Keneth Alexis López Agustín en 2009.)
- México (conocida como "Alerta AMBER Mexico")[19]
  -  Chiapas
  -  Coahuila
  -  Colima
  -  Chihuahua
  -  Ciudad de México[20]
  -  Guerrero
  -  Hidalgo
  -  México
  -  Michoacán
  -  Morelos
  -  Puebla
  -  Querétaro
  -  Jalisco
  -  Sinaloa
  -  Sonora
  -  Nuevo León
  -  Veracruz
  -  Tabasco
  -  Tamaulipas
  -  Tlaxcala
  -  Yucatán
- Nicaragua
- Países Bajos
- Perú
- Puerto Rico
- Reino Unido (conocida como "Child Rescue Alert").[21]
- República Dominicana (en proceso de implementación) Listindiario.com - Gobierno anuncia ejecución Alerta Amber RD
- Serbia[22]
- El Salvador (conocida como Alerta Ángel Desaparecido.)
- Jamaica (conocido como "Alerta Ananda", en referencia a Ananda Dean)[23]
- Países Bajos[24]